# Ladislav Landa
Ladislav Landa (25. února 1948, Praha – 4. června 1965, Praha) byl český básník spadající do období české beat generation. Jeho básně oplývají výjimečností, baladičností, satirou a především pocitem smutku.
Debutoval v literární revue Divoké víno, kde vyšla i většina jeho textů. V roce 1965, v 17 letech, spáchal sebevraždu na dvoře školy, z jejíhož kabinetu chemie pocházel i jed, kterým se otrávil. Po jeho smrti roku 1969 byla vydána básnická sbírka s názvem Básně. Kniha básní, pojmenovaná po jedné z nich – Malá slabost v kolenou – Pocta Ladislavu Landovi vyšla v roce 1998.